# Osthryth
Osthryth (auch Osthryd, Osthryda, Ostreð, Ostrida, Ostryð; † 697) war als Frau des Königs Æthelred im 7. Jahrhundert Königin des angelsächsischen Königreichs Mercia.

## Leben
Osthryth war eine Tochter des Königs Oswiu von Northumbria und seiner Frau Eanflæd.
In der älteren Forschung wurde manchmal die von John Leland (1506–1552) aufgebrachte Theorie vertreten, Osthryth wäre in erster Ehe möglicherweise mit Eanhere, dem König der Hwicce, verheiratet gewesen. Ihre Kinder sollen Osric und Oswald gewesen sein. Diese Theorie wird von modernen Historikern abgelehnt.

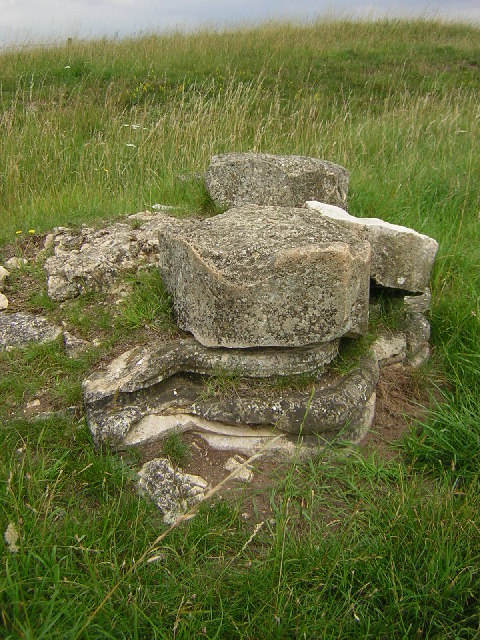
Von Bardney Abbey blieben nur wenige Reste erhalten, wie dieser Säulenstumpf des einst etwa 70 m langen Kirchenschiffs

Zu einem unbekannten Zeitpunkt heiratete Osthryth den König Æthelred von Mercia. Ihre Schwester Ealhflæd war um das Jahr 653 mit Peada, dem König der Mittelangeln und Bruder Æthelreds, verheiratet worden. Zweck dieser Heiratspolitik war es, die seit Jahrzehnten angespannten Beziehungen zwischen Northumbria und Mercia zu verbessern. Aus der Verbindung ging Ceolred, der spätere König Mercias (709–716), hervor. Möglicherweise gründeten Æthelred und Osthryth das Kloster Beardaneu (Bardney Abbey) in Lindsey; sicher ist, dass sie es förderten. Im Jahr 679 kam es zu einer Schlacht zwischen Osthryths Mann Æthelred auf der einen und ihren Brüdern Ecgfrith, dem König von Northumbria, und Ælfwine, dem Unterkönig von Deira, auf der anderen Seite, in der Ælfwine fiel. Eine von Erzbischof Theodor von Tarsus, dem Erzbischof von Canterbury, vermittelte Wergeldzahlung konnte den Frieden wiederherstellen. Im Jahr 680 gewährte Æthelred dem Kloster Medeshamstede (heute Peterborough) Abgabenfreiheit und beschenkte es mit Ländereien. Osthryths Unterschriften stehen unter beiden Urkundenteilen: Ego Ostrich regina Æðelredi regis prompto animo hiis annuo. („Ich, Osthryth, Königin des Königs Æthelred, stimme geneigten Herzens zu“) und Ic Osðriðe. Æðelredes cwen („Ich, Osthryth, Æthelreds Königin“). Dass ihre Unterschrift noch vor der päpstlicher Legaten und mehrerer Bischöfe steht, weist auf eine hohe Stellung am Hof hin, wenngleich die Urkunde vermutlich eine spätere Fälschung ist. In einer weiteren Urkunde Æthelreds wurde sie namentlich erwähnt. Den Torso ihres Onkels König Oswald, der Lindsey einst annektiert hatte und der 642 in der Schlacht von Maserfield gefallen war, ließ Osthryth wohl in den 670er oder 680er Jahren im Kloster Bardney beisetzen und förderte seinen Kult. Im Jahr 697 wurde Osthryth von mercischen Adligen ermordet, möglicherweise weil sie zu hartnäckig northumbrische Interessen vertreten hatte. Sie wurde in Bardney Abbey beigesetzt. In Bardney entfaltete sich ein Kult um sie, jedoch bleiben dessen Hintergründe unklar. Möglicherweise galt sie wegen ihrer Ermordung als Märtyrerin. Wahrscheinlicher ist jedoch, dass sie gemeinsam mit Æthelred, der nach seiner Abdankung Mönch und später Abt vermutlich dieses Klosters wurde, wegen ihrer Bedeutung für die Abtei verehrt wurden.